# Boiling Point (2012)
Boiling Point (2012) est un pay-per-view de catch produit par la Ring of Honor (ROH), qui est disponible uniquement en ligne. Il a été utilisé exceptionnellement pour remplacer le pay-per-view annuel Manhattan Mayhem. Cet évènement se déroula le 11 août 2012 au Rhode Island Convention Center à Providence dans le Rhode Island.

## Contexte
Les spectacles de la Ring of Honor en paiement à la séance sont constitués de matchs aux résultats prédéterminés par les scénaristes de la ROH. Ces rencontres sont justifiées par des storylines - une rivalité avec un catcheur, la plupart du temps - ou par des qualifications survenues au cours de shows précédant l'évènement. Tous les catcheurs possèdent un gimmick, c'est-à-dire qu'ils incarnent un personnage face (gentil) ou heel (méchant), qui évolue au fil des rencontres. Un pay-per-view comme Boiling Point est donc un événement tournant pour les différentes storylines en cours.

## Matchs
| #                                                                | Matchs,                                                                                      | Stipulation                                                  | Durée |
| ---------------------------------------------------------------- | -------------------------------------------------------------------------------------------- | ------------------------------------------------------------ | ----- |
| Dark                                                             | Bravado Brothers (Harlem Bravado & Lance Bravado) battent Mike Sydal & Jorge Santi           | Tag Team match                                               |       |
| 1                                                                | Roderick Strong bat Mike Mondo                                                               | Match simple                                                 | 12:39 |
| 2                                                                | QT Marshall bat Matt Taven, Antonio Thomas et Vinny Marseglia                                | Four Corners Survival match pour obtenir un contrat à la ROH | 11:00 |
| 3                                                                | Adam Cole bat Bob Evans                                                                      | Proving Ground match                                         | 10:02 |
| 4                                                                | Charlie Haas bat Michael Elgin                                                               | Match simple                                                 | 14:41 |
| 5                                                                | Briscoe Brothers (Jay Briscoe & Mark Briscoe) battent S.C.U.M. (Steve Corino & Jimmy Jacobs) | Tag Team match                                               | 12:45 |
| 6                                                                | Jay Lethal bat Tommaso Ciampa (avec R.D Evans) (2-1)                                         | Two out of three falls match                                 | 15:14 |
| 7                                                                | Eddie Edwards & Sara Del Rey battent Mike Bennett & Maria Kanellis                           | Mixed Tag Team match                                         | 13:06 |
| 8                                                                | Kevin Steen (c) bat Eddie Kingston                                                           | Anything Goes match pour le ROH World Championship           | 18:46 |
| (c) désigne le(s) champion(s) défendant son titre dans le match. |                                                                                              |                                                              |       |